# Filip Jianu
Filip Cristian Jianu (n. 18 septembrie 2001) este un jucător român de tenis. Cea mai înaltă poziție în clasamentul ATP la simplu este locul 210 mondial, în noiembrie 2024. Jianu reprezintă România în Cupa Davis.